# Élections municipales vénézuéliennes de 2018
Les élections municipales vénézuéliennes de 2018 ont lieu le 9 décembre 2018 afin de désigner les 2459 conseillers municipaux des 335 municipalités du Venezuela.
Les principaux partis d'opposition ayant été exclus du scrutin en raison de leurs boycott de la présidentielle de mai 2018, le Parti socialiste uni du Venezuela (PSUV), au pouvoir au niveau national, l'emporte sans surprise en décrochant une large majorité des conseils municipaux, . Le scrutin est cependant marqué par une très faible participation, seuls 5,6 millions d'électeurs sur 20,7 s'étant rendus aux urnes, soit 27,4 % de participation.